# Bernard Guyot
Bernard jr. Guyot (Savigny-sur-Orge, 19 novembre 1945 – Péronne, 28 febbraio 2021) è stato un ciclista su strada e pistard francese.
Passato professionista nel 1967, dopo aver vinto la Corsa della Pace fra i dilettanti (primo francese a vincere la celebre corsa a tappe) dopo le prime due stagioni in cui raccolse importanti risultati (fra cui la vittoria in tappe alla Parigi-Nizza e al Giro di Catalogna, e il secondo posto nella classifica finale della Parigi-Nizza 1967) non riuscì ad esplodere definitivamente rimanendo un incompiuto. Anche suo padre Bernard sr. e suo fratello Serge furono ciclisti ma non passarono fra i professionisti, mentre suo fratello Claude e suo zio Fernand Etter furono professionisti.

## Palmares

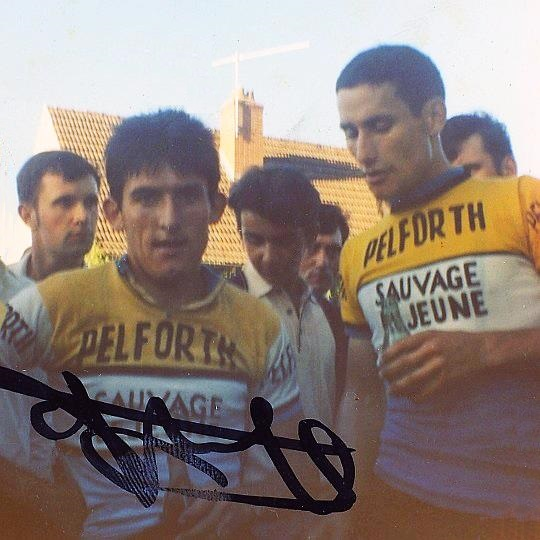
1967-1968 Bernard Guyot e Serge Guillaume in maglia Pelforth-Sauvage

- 1964 (U.S. Créteil dilettanti, tre vittorie)

3ª tappa Tour de la Province de Namur (Saint-Gérard > Saint-Gérard, cronometro)
Classifica generale Tour de la Province de Namur
14ª tappa Tour du Maroc (Marrakech)
- 1965 (U.S. Créteil dilettanti, quattro vittorie)

Parigi-Mantes-en-Yvelines
Classifica generale Tour de la Yonne
7ª tappa Tour de l'Avenir (Concarneau La Baule-Escoublac)
13ª tappa Tour de l'Avenir (Montjuich > Montjuich, cronometro)
- 1966 (U.S. Créteil dilettanti, cinque vittorie)

Paris-Chartres
Parigi-Bruxelles dilettanti
3ª tappa Corsa della Pace (Tanvald > Harrachov)
Classifica generale Corsa della Pace
7ª tappa Tour de l'Avenir (Ivrea > Ivrea, cronometro)
- 1967 (Pelforth, sette vittorie)

Tour de l'Hérault
1ª tappa Trophée Jean Floc'h - Tour du Morbihan (Lorient)
Classifica generale Trophée Jean Floc'h - Tour du Morbihan
8ª tappa Parigi-Nizza (Antibes > Nizza)
2ª tappa, 2ª semitappa Quatre Jours de Dunkerque (Maubeuge > Maubeuge, cronometro)
5ª tappa, 1ª semitappa Volta Ciclista a Catalunya (Manresa > Barcellona)
5ª tappa Euskal Bizikleta (Eibar > Eibar, cronometro)
- 1968 (Pelforth, una vittoria)

Circuit d'Auvergne
- 1969 (Sonolor, una vittoria)

Circuit des Boucles de la Seine

### Altri successi
- 1967 (Pelforth, undici vittorie)

Mérite Veldor
Prestige Pernod
Promotion Pernod
Challenge Sedis
Barlin (criterium)
Cambrai (criterium)
Guingamp (criterium)
Le Pont d'Arche (criterium)
Miramont-de-Guyenne (criterium)
Plumeliau (criterium)
Villamblard (criterium)
- 1968 (Pelforth, quattro vittorie)

Promotion Pernod
Oradour sur Glane (criterium)
Ronde des Korrigans - Camors (criterium)
Nocturne de la Sainte Madeleine (criterium)
- 1969 (Sonolor, una vittoria)

Grand Prix de la Soierie - Charlieu (criterium)
- 1970 (Sonolor, una vittoria)

La Réole (criterium)

## Piazzamenti

### Grandi giri
- Tour de France

1968: 27º
1969: 50º
1970: fuori tempo massimo (7ª tappa)
1971: 28º
1972: 81º

### Classiche monumento
- Milano-Sanremo

1967: 21º
1968: 54º
1970: 92º
- Giro delle Fiandre

1968: 25º
- Parigi-Roubaix

1967: 26º
1968: 39º
- Liegi-Bastogne-Liegi

1967: 17º
1968: 8º
- Giro di Lombardia

1967: 11º

### Competizioni mondiali
- Campionati del mondo su strada

Nürburgring 1966 - In linea dilettanti: 19º
Heerlen 1967 - In linea: 37º
Imola 1968 - In linea: ?
Zolder 1969 - In linea: 12º
- Campionati del mondo su pista

Francoforte 1966 - Inseguimento a squadre dilettanti: 4º
- Giochi olimpici

Tokyo 1964 - In linea: 94º